# Boi Tropical
Boi Tropical é uma raça de boi sintética (usando critérios técnicos e científicos) desenvolvida no Brasil pela Embrapa a partir de 2008.

## História
Com o processo de recuperação e aprimoramento da raça Curraleiro Pé-Duro, a Embrapa ficou muito interessada nas características genéticas deste animal para o melhoramento de outras raças. Tal raça oferecia uma heterose muito forte com raças do tipo zebuínas em cruzamentos industriais, gerando animais de segunda geração (F2) superiores aos progenitores, em todos os aspectos. Com isto em mente, a Embrapa planejou um criterioso estudo para criar uma nova raça de bovinos que tivessem como característica principal a total adaptabilidade às regiões tropicais do planeta aliada a uma maior produtividade dos animais, o que gerou - como resultado do cruzamento entre as raças Curraleiro Pé-Duro, Nelore, Senepol e Angus vermelho - em uma raça 75% taurina e 25% zebuína, buscando em um só animal as melhores características de cada uma.
A raça foi reconhecia pelo MAPA em 2019.
O Boi tropical não deve ser confundido com o Taurino tropical. O Taurino tropical se trata de uma iniciativa privada (apoiada pela Embrapa) de melhoramento genético das raças europeias taurinas adaptadas sendo a raça Caracu o principal produto desta iniciativa.

## Características buscadas
Do Curraleiro Pé-Duro (raça taurina) se busca manter a extrema rusticidade, docilidade, resistência a parasitas, capacidade de digerir vegetação de baixa qualidade e tóxica para outras raças, alta conversão alimentar, resistências a climas secos e quentes, longevidade reprodutiva (produzem até os 20 anos de idade), carne de excelente sabor, macia, suculenta e saborosa; dentre outras características.
Do Nelore (raça zebuína) a sua ótima adaptação a climas tropicais, rusticidade, docilidade, boa habilidade materna, capacidade de digerir vegetação grosseira, resistência a parasitas devido ao seu pelo de difícil penetração, pele pigmentada (escura) e produtora de repelente natural, grande quantidade de glândulas sudoríparas arrefecendo o animal com mais facilidade, trato digestivo menor gerando menos calor ao animal; dentre outras características.
Do Senepol (raça taurina) a tolerância ao calor, docilidade, resistência a insetos, boa carne, alta produção de leite, carcaça muito musculosa com grande percentual de músculo nas partes mais nobres; dentre outras características.
Do Angus vermelho (raça taurina) a rusticidade, longevidade, precocidade, fertilidade, grande facilidade de parto e a característica de ter, dentre as raças taurinas, a segunda carne mais macia de todas (perdendo apenas para a Wagyu),  desenvolvendo gordura entremeada na carne de modo uniforme, melhorando ainda mais a sua maciez e palatabilidade - característica esta bastante interessante não só do ponto de vista gastronômico, mas também do ponto de vista da sobrevivência, pois a gordura ajuda os animais em épocas de estiagem; dentre outras características.
O animal resultante desta cruza tem um tamanho reduzido (puxando mais para o lado do Curraleiro Pé-Duro), o que permite uma maior quantidade de animais por hectare, e os primeiros resultados indicam que é uma raça superior em diversos aspectos às raças ancestrais que a deram origem.

## Esquema do cruzamento sintético
Cruzou-se touros Curraleiro Pé-Duro com vacas Nelore na F1 (Fase 1) em dois grupos distintos, nascendo os animais F2 (Fase 2) 50% CPD e 50% NEL. Os machos de ambos os grupos foram abatidos para avaliação da carne e outros aspectos e as fêmeas F2, após seleção das melhores, foram cruzadas. Do primeiro grupo as fêmeas CPD/NEL foram cruzadas com Angus vermelho gerando animais F3 (Fase 3) 50% ANG, 25% CPD e 25% NEL. As fêmeas CPD/NEL do segundo grupo foram cruzadas com Senepol gerando animais F3 50% SEN, 25% CPD e 25% NEL.
Por fim, na etapa final foram cruzados os animais (machos e fêmeas) do grupo do Angus vermelho com o grupo do Senepol, gerando animais F4 (Fase 4) 25% CPD, 25% NEL, 25% ANG e 25% SEN.
|       | Esquema 1                                 | Esquema 1                                 | Esquema 2                                 | Esquema 2                                 |
| ----- | ----------------------------------------- | ----------------------------------------- | ----------------------------------------- | ----------------------------------------- |
| Fases | Machos                                    | Fêmeas                                    | Machos                                    | Fêmeas                                    |
| 1     | Curraleiro Pé-Duro (CPD)                  | Nelore (NEL)                              | Curraleiro Pé-Duro (CPD)                  | Nelore (NEL)                              |
| 2     | Senepol (SEN)                             | 1/2 CPD + 1/2 NEL                         | Angus Vermelho (ANG)                      | 1/2 CPD + 1/2 NEL                         |
| 3     | 1/4 NEL + 1/4 CPD + 1/2 ANG               | 1/4 NEL + 1/4 CPD + 1/2 SEN               | 1/4 NEL + 1/4 CPD + 1/2 SEN               | 1/4 NEL + 1/4 CPD + 1/2 ANG               |
| *     | Tropical / Tropicow                       | Tropical / Tropicow                       | Tropical / Tropicow                       | Tropical / Tropicow                       |
|       | 25% CPD + 25% NEL + 25% ANG + 25% SEN     | 25% CPD + 25% NEL + 25% ANG + 25% SEN     | 25% CPD + 25% NEL + 25% ANG + 25% SEN     | 25% CPD + 25% NEL + 25% ANG + 25% SEN     |
| 4     | 12,5% CPD + 12,5% NEL + 25% SEN + 25% ANG | 12,5% CPD + 12,5% NEL + 25% SEN + 25% ANG | 12,5% CPD + 12,5% NEL + 25% SEN + 25% ANG | 12,5% CPD + 12,5% NEL + 25% SEN + 25% ANG |
| Raça  | Tropical / Tropicow                       | Tropical / Tropicow                       | Tropical / Tropicow                       | Tropical / Tropicow                       |
|       | 25% CPD + 25% NEL + 25% ANG + 25% SEN     | 25% CPD + 25% NEL + 25% ANG + 25% SEN     | 25% CPD + 25% NEL + 25% ANG + 25% SEN     | 25% CPD + 25% NEL + 25% ANG + 25% SEN     |
|       | 1/4 Bos indicus + 3/4 Bos Taurus          | 1/4 Bos indicus + 3/4 Bos Taurus          | 1/4 Bos indicus + 3/4 Bos Taurus          | 1/4 Bos indicus + 3/4 Bos Taurus          |

## Situação do plantel
O plantel atual não é de muitos animais, como é um projeto desenvolvido a partir de 2008 pela Embrapa é um processo lento que vai demandar certo tempo até atingir um número crítico para atender a uma demanda grande de interessados. Porém a Embrapa tem participado de alguns eventos agropecuários para divulgar e despertar interesse na raça e há compra de animais por interessados, em pequena escala. A seleção dos exemplares no decorrer do tempo também visa manter e melhorar as características buscadas, inclusive o marmoreio da gordura nos músculos, característica esta dominante transmitindo aos seus descendentes.

## Expansão do programa
O programa de criação da raça tem se expandido, fazendo-se novas experiências usando outras raças na criação do Boi Tropical, usando bovinos taurinos de origem brasileira (não somente o Curraleiro Pé-duro) e zebuínos adaptados ao Brasil (não somente o Nelore). Atualmente se tem testado o uso de Crioulo Lageano, Gado Pantaneiro e Caracu no lugar do Curraleiro Pé-Duro e o Gir Leiteiro no lugar o Nelore, para fins de estudos e comparação de resultados. Segundo o criador do conceito da raça, o pesquisador da Embrapa Meio-Norte Geraldo Magela Cortes Carvalho, estes testes tem por objetivo de criar "linhagens" de Boi Tropical adaptado aos diversos biomas, por exemplo, a linhagem criada usando o Curraleiro Pé-duro seria uma variedade mais adaptada a região nordeste. Já os animais resultantes do uso do Caracu seria mais adaptado a região de cerrado e os animais resultantes da cruza com o Gado Pantaneiro seriam mais adaptados às regiões do pantanal.

## Importância da raça
Esta raça foi desenvolvida pensada em animais que possam viver comendo pastagem na linha tropical do planeta, também pensado no cenário de aquecimento global. O projeto é ambicioso, visa não somente o desenvolvimento dos animais para o Brasil, mas para todas as regiões tropicais do mundo, levando qualidade de vida e possibilidade de subsistência a diversas populações no mundo que tem dificuldades em criar gado nas regiões quentes do planeta. Para aqueles que visam uma criação comercial terá disponível um bovino de alta produção, precoce, com carne considerada de alta qualidade. Por isto se cruzou o Curraleiro Pé-duro com outras raças para aumentar a produtividade e, se possível, reforçar e melhorar todas as características consideradas importantes, gerando o Boi Tropical.